# Тіскіно
Ті́скіно (рос. Тискино) — присілок у складі Колпашевського району Томської області, Росія. Входить до складу Саровського сільського поселення.

## Населення
Населення — 138 осіб (2010; 253 у 2002).
Національний склад (станом на 2002 рік):
- росіяни — 90 %